# سيلفستر لوبيز
سيلفستر لوبيز مواليد 16 أكتوبر 1987 في الفلبين، هو ملاكم محترف فلبيني يصنف ضمن فئة وزن الذبابة. حقق بطولة المجلس العالمي للملاكمة.

## إحصائيات
خاض خلال مسيرته 23 نزالا، فاز في 19 وتعادل في 2 وخسر في 4. فاز بالضربة القاضية في 15 نزالا.

## روابط خارجية
- سيلفستر لوبيز على موقع بوكس ريك (الإنجليزية) (registration required)